# Трестієнь (Джурджу)
Трестієнь, Трестієні (рум. Trestieni) — село у повіті Джурджу в Румунії. Входить до складу комуни Улмі.
Село розташоване на відстані 27 км на захід від Бухареста, 69 км на північ від Джурджу, 128 км на південь від Брашова.

## Населення
За даними перепису населення 2002 року у селі проживали 2625 осіб, з них 2624 особи (> 99,9%) румунів. Рідною мовою 2624 особи (> 99,9%) назвали румунську.